# Bertram Boltwood
Bertram Borden Boltwood (Amherst, Massachusetts, 27 de julio de 1870 - Hancock Point, Maine, 15 de agosto de 1927) fue un pionero estadounidense de la radioquímica, recordado por haber hecho en 1907 la primera datación radiométrica usando el método ahora conocido como datación uranio-plomo.

## Carrera
Se graduó en la Universidad de Yale y enseñó allí de 1897 a 1900. Estableció que el plomo era el producto final de la desintegración del uranio, y notó que la relación plomo-uranio era mayor en las rocas más antiguas y, por sugerencia de Ernest Rutherford, fue el primero en medir  en 1907 la edad de las rocas mediante una técnica de datación que usaba esa desintegracióción del uranio al plomo. Obtuvo resultados de edades de entre 400 a 2200 millones de años, el primer uso exitoso de la desintegración radioactiva de datación uranio-plomo (cuyos isótopos aún no habían sido descubiertos). Más recientemente, los yacimientos minerales más antiguos se han fechado en alrededor de 4400 millones de años, cerca de la mejor estimación de la edad de la tierra.
En sus últimos días, Boltwood sufrió depresión y se suicidó el 15 de agosto de 1927.
La boltwoodita, un mineral descubierto en 1956 en Utah perteneciente a la clase de los nesosilicatos, lleva su nombre. Fue miembro de la Academia de Artes y Ciencias de Connecticut.